# 園田豪
園田 豪（そのだ ごう、1948年（昭和23年）4月21日-）は、日本の作家、歴史研究家。
石油資源開発株式会社に入社。サハリンの油ガス田や中東の油ガス田の探鉱・発見などの後、55歳で同社を早期退職し、在職時代から始めていた執筆活動を本格化した。
最初はオーストラリア関係のエッセイを書いていたが、長年研究していた日本の古代史に関する成果を小説型に纏めた「太安万呂の暗号シリーズ」8作に重点的に取り組んだ。
。その中で「いろは歌」に巧妙に隠し込まれた藤原不比等を呪う言葉を発見している。『萬葉集』の歌に隠しこまれた柿本人麻呂（大三輪朝臣高市麻呂）の秘文の存在への気づきが、『萬葉集』巻一および巻二の全324首の別の視点からの解読に向かわせ、『萬葉伝授』8巻を完成させた。さらに北魏系渡来氏による皇位簒奪と漢家本朝の完成を学術的にまとめた『北魏再興国家としての日本（漢家本朝）』を出版した。この著作は中国語への翻訳を中国の歴史専門家の参加のもとで実施された。一旦出版許可が得られるところまで進んだが、最終的に諸事情で出版が出来なかったという。５年の歳月をかけただけに落胆を隠せなかった。
その後、「野馬臺詩」という箴言と言われたものの解読に取り組み、それが中国の周の姫姓が倭国に渡ったことを示していることを解明し『野馬臺詩考』として出版した。次に『百人一首』の謎を解こうと、最初のステップとして編集した藤原定家について日記『明月記』読み込み、藤原定家と後鳥羽上皇との本当の関係など承久の変前後の事情を解明し、藤原定家が百人一首をなぜ作成したかを追求、『明月記解明　藤原定家の実像」にまとめた。そして満を持して百人一首の解明に取り組み、既に第４巻まで出版している。
2024年に三笠書房から初めて一般読者向けの歴史本『知れば知るほど闇深い藤原氏の謎』を出版した。
中世に関しては、『かくて本能寺の変は起これり』『真田幸村見参!』を上梓している。また、海外アクション小説シリーズも手掛けている。
アマゾンでキンドル版の電子書籍については、アマゾンが電子書籍のペーパーバック化をサービスに加えたので、既電子出版物のペーパーバック化に取り組んでいる。

## 来歴
朝鮮の水原高等学校農林専門学校教授をしていた父と、母と兄の3人が敗戦により引き上げたが、東京は焼け野原で暮らせる場所ではなかったため、母の姉がいた静岡県に住むことになった。
小笠郡堀之内町で生まれる。その後静岡県内の福田町、富士郡須津村と転居し、須津小学校に入学後、父の転勤の関係で大阪府八尾市山本に転居した。大阪の河内というところでのカルチャーショックは大きく、そこでの年余の生活の記憶がないほどだったと言う。その後同じ大阪であるが、河内ではなく和泉の堺市に移り、三国丘小学校、東三国丘小学校、三国丘中学校そして三国丘高等学校（第19期）と進み、合計11年ほどを大阪府で過ごした。
私学の桃山学院高等学校からは特待生での入学の誘いがあったが、三国丘高等学校に進学し、柔道部に入り、主将を務めた。三国丘高等学校では柔道部に入り、主将を務めた。1期下の主将は過労死問題で著名な弁護士川人博であり、2期下の主将が堺市長を務めた竹山修身である。在学中に高等学校の傍の曹洞宗紅谷庵で毎朝座禅を組んだことが精神面に影響を与えているらしい。
大阪大学を1点差で落ちたのは当時話題になった。そして当時2期校で後に高校の後輩の竹山も入学する静岡大学に入学（園田は化学科に在籍）する（つまり、竹山は高校だけでなく大学の後輩ともなった）も、共通コースとして設定されていた地学履修コースを選択し、化学と地学の両方の単位取得をした。1年生の時から鉱物学の鮫島輝彦研究室に出入りし、ダトーライトやアキシナイトの研究を始めた。そして世界鉱物学会に参加したり、Rock Forming mineralsの著者の一人であるHowie博士と巡検に伊豆半島を回るなどした。専門課程では徳山明教授のもとで構造地質学を専攻し、古第三統瀬戸川帯の地質構造解明のためのフィールド調査中に糸魚川静岡構造線の西側に別個の構造線があることを発見し「十枚山構造線」と名づけた。徳山教授のマンツーマン教育を受ける傍らドイツ語に関しても特別レッスンを受けていた。そして鉱床学の竹内教授からは週一回の宝生流謡曲のレッスンも受けると言う多忙な生活を送った。
静岡大学卒業後に東京大学の大学院進学を考えたが、肝心の東大の構造地質学講座の木村敏雄教授からは受け入れを拒否されたが受験し、合格した。しかし、指導教官との関係が良くなるはずはなく、パワハラの末に修士で止めて企業への就職に舵を切った。修士論文は東京大学理学部紀要に掲載された。
その後石油資源開発株式会社に入社し、サハリンでの石油開発に6年間従事して、チャイヴォ、オドプトの両油ガス田の発見評価をした。さらにオマーンでも6年を費やしてダリール油田の評価、開発を行い、発見した原油を日本に持ち込んだ。国内では勇払ガス田の開発チームのリーダーとなって開発移行に貢献した。なお、1996年～1998年の3年間は東京大学工学部の講師として石油地質学を教えた。その後インドネシアとオーストラリアでのプロジェクトを経て本社の資材部長となり、コストセーブに力を注いだ。そして55歳にして早期退職の道を選び、以後は小さなノベルティグッズの会社の経営の傍ら著述の道に入った。
なお、2005年から毎日更改を原則とするブログ「作家園田豪の筆の向くまま」を継続している。石油開発専門家としての知識、経験を評価され、「国会議員の声を聞く」から石油開発関係へのコメントや論説を求められることも多い。石油資源開発や国際石油開発帝石が実施するプロジェクトの実相、そして政府の石油開発政策などに関する分析などを発信し続けている。
2017年11月に、電子出版を主たる業務とする（株）麁鹿火を設立し取締役となり、2018年3月に代表取締役に就任した。そして2022年6月に横浜に本店を移動するとともに代表取締役を退いた。

## 人物
幼稚園の年少組の時は卒園会で卒園児童に対して代表して「送る言葉」を述べ、自身が卒園の時には代表して「卒園の言葉」を述べた。
堺の小学校では毎年学級委員、中学校では生徒会の役員、そして高等学校では柔道部の主将だった。
小学校時代には毎朝仲間の一人が、教科書などが入った包みを受け取りに来、午後3時頃にはまたもや仲間の一人が包みを届けに来て、本人は暗くなるまで帰ってこなかった。
ソ連のサハリンプロジェクトでは現地のロシア人技術者と、苦労して覚えたロシア語で会話した。日ソ技術委員会で検討用にデータの提供を求めるとすぐに応じて貰えた。しかし、生産関係など他のものが同様に頼んでもデータ提供を拒否されることが多かった。「何故だ」との質問にソ連側責任者は「オノ ニェターク」（小野はお前のような態度ではない）と言ったという。プロジェクトを去る際には、他の日本人の誰にもなかった大送別会が採掘隊や物探隊の人たちによって催され、そしてホテルの部屋にはホテルのフロントの娘がそっと訪ねてきたと言う。
インドネシアのジャカルタに駐在していた時には女中とピクニックに出かけたり、運転手の自宅に行って食事をしたりしていた。
後に資材部長になるが、業者たちが次の資材部長はどんな人かと質問するのに、当時の長岡鉱業所長は「渋柿を甘柿に替えてしまうような人です」と説明したと言う。
祖先は伊達政宗公以来の伊達藩士だった。高祖母小野俊は伊達藩の老女となり、和歌を良くするとのことで歌嶋の名を戴いた。伊達藩から派遣され、江戸城大奥にも勤め、将軍家御台様のおそばにあったと言う。曾祖父小野清は三流派免許という剣の使い手であるばかりでなく長崎留学も経験し、さらに戊辰の役では伊達藩の執政、和田織部参謀と共に副参謀として出陣している。明治になり内務省を辞し、『徳川制度史料』『天文要覧』『大坂城誌』などを著わした。江戸時代の生まれでありながら、ドイツ語、英語を話したと言う。一族の中にこの小野清だけが禿げ頭であったが、園田は同様に禿げたため、曾祖父の生まれ代わりかと言われることがある。
曾祖母は岡倉天心の姪であり、祖父の弟には日本共産党五色沼宣言に関与した門屋博や仙台市長を務めた島野武がいる。
縄文人の特徴を強く持ち、三内丸山遺跡における縄文人度チェックでは100％縄文人との結果がでた。
東京弁と大阪弁、英語、ロシア語、そして少しだがインドネシア語などを話す。
オーストラリアのパースでダブルビュー・ボウリングクラブに所属してローン・ボウリングに取り組み、半年近く続く毎年のペナント戦にも参加した。クラブ内のミックスペアで現地女性と組んでトロフィーを獲得した。ボウリングクラブではSEON（ショーン）とスコットランド人の名前で呼ばれていた。
スポーツはラグビーが好きで、自宅のリビングの壁にはラグビージャージがずらりと並んでいる。自慢は親しい女性から贈られたオーストラリアナショナルチーム「ワラビーズ」のオフィシャル・ジャージである。
2013年にHbA1cが14という異常が見つかり、そのままなら余命3年と言われたが、入院加療を拒否し、自力での改善を宣言、半年後には7を切るところまで改善させた。
又約3年間超能力者のコンサルタントを務めた。
通常は毎日4～5キロのウォーキング、数キロのエアロバイク、鉄亜鈴（4キロｘ2個）、腹筋80回、スクワット140回ほどを実践、健康維持を図っている。
酒、たばこは嗜まず、甘いものや果物もほとんど口にしない。
時折、着物姿で散歩をする。地元では知る人がかなりいて、通り過ぎる車から「せんせ～い！」と声のかかることも多い。
なお、仙台に転居以来昼食は毎日近くの寿司屋でとっている。
2014年に離婚したが、2019年2月に再婚した。2014年には白内障の手術をしたが、その術後後遺症として右目に障害があるという。
2020年9月に内服薬の副作用で甲状腺機能亢進と心臓機能低下が急に起こり、１か月の入院をした。カテーテル検査の結果重篤故にリスクが高いとして手術をせずに退院、一時は歩くこともままならぬ状態だったが、時とともに回復してきている。

## 執筆スタイル、ジャンルそして作風
180センチｘ90センチの大きなデスクにREGAROの椅子を使っている。デスクの上には画面23インチのラップトップ、そしてもう一つの21インチのモニターが並ぶ。
デスクの脇には、片側には弘化3年生まれの曾祖父の写真が、反対側には父の肖像画と書家中村不折の軸と、中国の暁秋の曹操の歌の軸が掛っている。
一日は曾祖父の写真に向かっての「じいちゃん、お早う」から始まると言っても良い。
名前入りの原稿用紙を持ちながら執筆はパソコンで行っている。その理由は、パソコンでの方が圧倒的に執筆速度の速いことだ。資料検討や執筆の能率アップのためにデュアルモニターとしている。『太安万侶の暗号シリーズ』などに見るように作品には論考が付帯し、そこには多くの中国の古文献が出てくる。それらを別画面に映し出しながらの考察、執筆が不可欠なのだと言う。
作品は、オーストラリア関連のエッセイ、海外アクション小説、戦国時代小説、そして古代史小説に大別される。中でも古代史小説は、「それを書き残せ」との天の声を聞いてしまったために会社を早期退職してまでライフワークとして取り組んでいるものである。たった一言の意味を考え、１カ月を費やすこともある生活だが、夜半に急に夢の中で解を得ることも稀ではなく、午前2時に飛び起きてデスクに向かうことも度々である。「アルキメデスが風呂から飛び出したような経験は数多くある」と本人は言っている。
小説型で古代史を描いていても、空想で書いているわけではなく本当の歴史を解読した上で小説の形で書いているのである。広島大学名誉教授の上領達之のブログ「『生命の科学』の掲示板」でも取り上げられている。
また『人麻呂の暗号と偽史『日本書紀』～萬葉集といろは歌に隠された呪いの言葉～』の中に示されている「いろは歌」の解読は従来の研究者の解読手法とは根本的に異なる。一般的にいろは歌の謎解きは様々な並べ替えに伴って有意の文章が現れるのを期待するというものなのだが、園田の場合は、試行錯誤を繰り返すのではなく、七言七句の漢詩型、いろは歌の中の文法的誤りの意味といったものをベースに作者である柿本人麻呂（大三輪朝臣高市麻呂）が秘密の言葉を隠すために変形する前の姿を導き出すと言う手法を取っている。そして文字の解釈には易経の知識などを活用する。
なお、中国の日本向け雑誌である『人民中国』2016年9月号に、中国書籍でもないのにもかかわらず『太安万侶の暗号（七）～漢家本朝（下）壬申の乱、そして漢家本朝の完成～』及び『人麻呂の暗号と偽史『日本書紀』～萬葉集といろは歌に込められた呪いの言葉～』が本の紹介コーナーに掲載された。

## 作品一覧

### エッセイ
- グッダイパース（2001、郁朋社）ISBN 978-4873021577
- オーストラリア癒しの大陸をゆく（2002、郁朋社）ISBN 978-4873022079
- やすらぎのオーストラリア（2003、郁朋社）ISBN 978-4873022406

### 長編小説
- 太安万侶の暗号（ゼロ）～日本の黎明、縄文ユートピア～（2014、郁朋社）ISBN 978-4873025827
- 太安万侶の暗号～日輪きらめく神代王朝物語～（2010、郁朋社）ISBN 978-4873024738
- 太安万侶の暗号（二）～神は我に祟らんとするか～（2011、郁朋社）ISBN 978-4873024899
- 太安万侶の暗号（三）～卑弥呼（倭姫）、大倭を『並び立つ国』へと導く～（2012、郁朋社）ISBN 978-4873025261
- 太安万侶の暗号（四）～倭の五王、抗争と虐政、そして遂に継体朝へ～（2013、郁朋社）ISBN 978-4873025612
- 太安万侶の暗号（五）～漢家本朝（上）、陰謀渦巻く飛鳥～（2014、郁朋社）ISBN 978-4873025926
- 太安万侶の暗号（六）～漢家本朝（中）、乙巳の変、そして白村江の敗戦から倭国占領へ～（2015、郁朋社）ISBN 978-4873026046
- 太安万侶の暗号（七）～漢家本朝（下）壬申の乱、そして漢家本朝の完成～（2016、郁朋社）ISBN 978-4873026244

### 論考
- 人麻呂の暗号と偽史『日本書紀』～萬葉集といろは歌に込められた呪いの言葉～（2016、郁朋社）ISBN 978-4873026206

### 戦国小説
- 真田幸村見参！（2011、郁朋社) ISBN 978-4873025063
- かくて本能寺の変は起これり（2011、郁朋社）ISBN 978-4873025070

### 歴史一般書
- 知れば知るほど闇深い藤原氏の謎（2024、三笠書房王様文庫）ISBN978-4-8379-3089-1

### 海外アクション小説
- オホーツクの鯱（2010、郁朋社）ISBN 978-4873024745
- 白きバイカル（2010、郁朋社）ISBN 978-4873024813
- キンバリーの淵（2012、郁朋社）ISBN 978-4873025247
- キャメルスパイダー（2013、郁朋社）ISBN 978-4873025605
- カスモフ（2014、郁朋社）ISBN 978-4873025810

### 電子書籍
- サハリン油田開発6年の現地体験記（上）　【ARAKAHI BOOKS】Kindle版
- 調達の闇 1：天井裏　【ARAKAHI BOOKS】Kindle版
- 調達の闇 2：お脈見坊主、秀頼　【ARAKAHI BOOKS】Kindle版
- 萬葉傳授 巻一：序論　【ARAKAHI BOOKS】Kindle版・ペーパーバック版
- 萬葉傳授 巻二：雑歌（一）　【ARAKAHI BOOKS】Kindle版・ペーパーバック版
- 萬葉傳授 巻三：雑歌（二）　【ARAKAHI BOOKS】Kindle版・ペーパーバック版
- 萬葉傳授 巻四：相聞歌　【ARAKAHI BOOKS】Kindle版・ペーパーバック版
- 萬葉傳授 巻五：挽歌（一）　【ARAKAHI BOOKS】Kindle版・ペーパーバック版
- 萬葉傳授 巻六：挽歌（二）　【ARAKAHI BOOKS】Kindle版・ペーパーバック版
- 萬葉傳授 巻七：本論（一）　【ARAKAHI BOOKS】Kindle版・ペーパーバック版
- 萬葉傳授 巻八：本論（二）　【ARAKAHI BOOKS】Kindle版・ペーパーバック版
- グヌンアグン　【ARAKAHI BOOKS】Kindle版
- 人麻呂の暗号と偽史「日本書紀」～萬葉集といろは歌に込められた呪いの言葉～【ARAKAHI BOOKS】Kindle版・ペーパーバック版
- 奇跡の回収　【ARAKAHI BOOKS】Kindle版
- 太安万侶の暗号（七）～漢家本朝（下）壬申の乱、そして漢家本朝の完成～　【ARAKAHI BOOKS】Kindle版
- オホーツクの鯱　【ARAKAHI BOOKS】Kindle版・ペーパーバック版
- 太安万侶の暗号（六）～漢家本朝（中）乙巳の変、そして白村江の敗戦から倭国占領へ～【ARAKAHI BOOKS】Kindle版・ペーパーバック版
- 北魏再興国家としての日本（漢家本朝）　【ARAKAHI BOOKS】Kindle版・ペーパーバック版
- キャメルスパイダー　【ARAKAHI BOOKS】Kindle版・ペーパーバック版
- 白きバイカル　【ARAKAHI BOOKS】Kindle版・ペーパーバック版
- 太安万侶の暗号（ゼロ）～日本の黎明、縄文ユートピア～【ARAKAHI BOOKS】Kindle版・ペーパーバック版
- 太安万侶の暗号　～日輪きらめく神代王朝物語～【ARAKAHI BOOKS】Kindle版・ペーパーバック版
- 太安万侶の暗号（二）～神は我に崇らんとするか～【ARAKAHI BOOKS】Kindle版・ペーパーバック版
- GOOD DAY PERTH Ⅱ（グッダイパース２）【ARAKAHI BOOKS】Kindle版
- 太安万侶の暗号（三）～卑弥呼（倭姫）、大倭を『並び立つ国』へと導く～【ARAKAHI BOOKS】Kindle版
- 太安万侶の暗号（五）～漢家本朝（上）陰謀渦巻く飛鳥～【ARAKAHI BOOKS】Kindle版
- かくて本能寺の変は起これり　【ARAKAHI BOOKS】Kindle版・ペーパーバック版
- カスモフ　【ARAKAHI BOOKS】Kindle版
- 不死身の二十人　戎衣の研究所長　海を渡る槍騎兵　『小野雄三回想記』『父、小野雄三について』　【ARAKAHI BOOKS】Kindle版・ペーパーバック版
- 園田豪が食べたみちたけランチ300：仙台末廣寿司の特別なご馳走　【ARAKAHI BOOKS】Kindle版
- 『明月記解明 藤原定家の実像』　【ARAKAHI BOOKS】Kindle版・ペーパーバック版
- キンバリーの淵　【ARAKAHI BOOKS】Kindle版・ペーパーバック版
- 野馬臺詩考　【ARAKAHI BOOKS】Kindle版・ペーパーバック版
- 百人一首解明【巻一】：詠み人に隠された秘密　【ARAKAHI BOOKS】Kindle版・ペーパーバック版
- 百人一首解明【巻二】：詠み手「藤」の歌の秘密と百人一首成立時期　【ARAKAHI BOOKS】Kindle版・ペーパーバック版
- 熊の足跡①　【ARAKAHI BOOKS】Kindle版・ペーパーバック版
- 百人一首解明【巻三】：詠み手グループに隠された秘密　【ARAKAHI BOOKS】Kindle版・ペーパーバック版
- 百人一首解明【巻四】：各首の解読（１）　【ARAKAHI BOOKS】Kindle版・ペーパーバック版

### その他
- 魅惑のふるさと紀行（2005．経済産業省。ウェブ作品）
- 園翁自伝：ブログに『園翁自伝』という自叙伝を連載している。
- アヴェードヴァスクレセーニヤ：毎週日曜日に食べる特別ランチを写真入りでブログに紹介している。

## 書評
- 産経新聞 2013年12月21日 『太安万侶の暗号（ヤスマロコード）（四）倭の五王、抗争と虐政、そして遂に継体朝へ』園田豪著
- 日刊ゲンダイ 2015年3月10日  『太安万侶の暗号(五)漢家本朝(上)陰謀渦巻く飛鳥』
- 日刊ゲンダイ BOOKレビュー 2013年11月21日  『太安万侶の暗号(四)～倭の五王、抗争と虐政、そして遂に継体朝へ～』

## 紹介
- 毎日新聞 ブックウォッチング 2015年2月18日  『太安万侶の暗号(五)漢家本朝(上)陰謀渦巻く飛鳥』
- 人民中国インターネット版 2016年7月号 『太安万侶の暗号(七)～漢家本朝(下)壬申の乱、そして漢家本朝の完成へ』『人麻呂の暗号と偽史『日本書紀』～萬葉集といろは歌に隠された呪いの言葉』
- 人民中国インターネット版 2016年9月号 『太安万侶の暗号(七)～漢家本朝(下)壬申の乱、そして漢家本朝の完成へ』『人麻呂の暗号と偽史『日本書紀』～萬葉集といろは歌に隠された呪いの言葉』